# Jacques Bouveresse
Pour les articles homonymes, voir Bouveresse.
Jacques Bouveresse, né le 20 août 1940 à Épenoy (Doubs) et mort le 9 mai 2021 à Paris (12e), est un philosophe français.
Influencé par Ludwig Wittgenstein, le cercle de Vienne et la philosophie analytique, Jacques Bouveresse défend une position rationaliste dont le prolongement éthique est la modestie intellectuelle. Les valeurs de clarté, de précision et de mesure, qui définissent pour une part la rationalité, se traduisent, du point de vue moral, par une dénonciation des abus dont peuvent se rendre coupables les milieux intellectuels en général et le milieu philosophique en particulier. C’est dans cet esprit que Bouveresse a étudié les œuvres de Wittgenstein, Robert Musil et Karl Kraus. Ses domaines d’étude comprennent la philosophie de la connaissance, des sciences, des mathématiques, de la logique et du langage, et la philosophie de la culture.
Il est élu en 1995 au Collège de France, où il a intitulé sa chaire « Philosophie du langage et de la connaissance ». Par la suite, de 2010 à sa mort, il est professeur honoraire de cette institution.

## Biographie

### Famille
Né le 20 août 1940 à Épenoy (Doubs, France), dans une famille franc-comtoise originaire de Neuchâtel ayant fui la Suisse au moment de la Réforme, Jacques Flavien Albert Bouveresse est le neveu de l'Abbé Bernard Bouveresse, prêtre et résistant, le cousin germain de Renée Bouveresse, philosophe et psychologue, et le cousin lointain de l'Abbé Alfred Bouveresse, prêtre et spécialiste d'histoire régionale.

### Débuts
Jacques Bouveresse fait ses études secondaires au petit séminaire de la Maîtrise de Besançon puis au grand séminaire de Faverney, en Haute-Saône, où il passe deux années de préparation au baccalauréat de philosophie et de philosophie scolastique. Il suit ensuite les classes préparatoires littéraires au lycée Lakanal de Sceaux, et entre en 1961 à l'École normale supérieure de la rue d'Ulm, où il est un élève particulièrement brillant. En 1965, il est reçu premier à l'agrégation de philosophie.
Il devient rapidement un spécialiste du positivisme logique.

### Carrière
Sous la direction d'Yvon Belaval, il soutient en 1975 sa thèse de doctorat d'État sur Wittgenstein, intitulée Le Mythe de l'intériorité : expérience, signification et langage privé chez Wittgenstein.
Dès ses premiers travaux, il a construit son chemin intellectuel en marge des grandes modes philosophiques, s'inscrivant ainsi dans la lignée de la philosophie des sciences de Jean Cavaillès, Georges Canguilhem ou Jean-Toussaint Desanti. En 1976, Wittgenstein était encore peu connu en France, de même que le positivisme logique. Bouveresse s'est ouvert à ces domaines grâce, en particulier, aux cours de Jules Vuillemin et de Gilles-Gaston Granger, pour lesquels il a gardé une amitié constante.
En 1989, Jacques Bouveresse est coprésident de la Commission de Philosophie et d'Épistémologie destinée à faire un état des lieux de l'enseignement de ces matières.
Jacques Bouveresse est membre du comité de parrainage scientifique de l'Association française pour l'information scientifique (AFIS) et de sa revue Science et pseudo-sciences. Il a plusieurs fois écrit dans Le Monde diplomatique.
De 1984 à 1987, il dirige l'Institut d'Histoire et de Philosophie des Sciences et des Techniques.
Il co-préside avec Jacques Derrida la « Commission de Philosophie et d'Épistémologie », créée en 1988 par le Ministère de l'Éducation nationale dans le cadre de la « Commission de Réflexion sur les contenus de l'enseignement » et chargée de réfléchir sur les contenus et les méthodes de l'enseignement de la philosophie au lycée et à l'université. La commission produit le rapport qui porte leurs noms en 1989.
Jacques Bouveresse a été élu en 1995 au Collège de France. Il a intitulé sa chaire « Philosophie du langage et de la connaissance ».

#### Carrière universitaire
Sa carrière universitaire est la suivante :
- 1961-1966 : élève de l'École normale supérieure (rue d'Ulm)
- 1965 : reçu premier à l'agrégation de philosophie
- 1966-1969 : assistant au département de Philosophie de la Sorbonne (Faculté des lettres et sciences humaines de Paris), où il enseigne la logique
- 1969-1971 : maître-assistant à l'UER de Philosophie de l'université Paris I Panthéon-Sorbonne
- 1971-1975 : attaché de recherche, puis chargé de recherches au CNRS
- 1975 : docteur d'État en philosophie (université Paris I Panthéon-Sorbonne)
- 1975-1979 : maître-assistant, puis maître de conférences à l'université Paris I Panthéon-Sorbonne
- 1979-1983 : professeur extraordinaire, puis ordinaire, au département de Philosophie de l'université de Genève, chargé de l'enseignement de la philosophie analytique
- 1983-1995 : professeur à l'université de Paris I Panthéon-Sorbonne et professeur associé à l'université de Genève
- 1992-1995 : directeur de l'Unité de recherches associée au CNRS « Histoire et philosophie des sciences » (UA 1079)
- 1995 : professeur au Collège de France (chaire de philosophie du langage et de la connaissance)
- 2010-2021 : professeur honoraire au Collège de France

### Mort
Il meurt à  Paris 12e le 9 mai 2021 à l'âge de 80 ans,. Il est inhumé à Épenoy, sa ville natale.

## Décorations et hommages
Jacques Bouveresse a toujours refusé les décorations. Il est néanmoins fait chevalier de la Légion d'honneur le 14 juillet 2010 sans être consulté. Il refuse alors de se faire remettre les insignes et réclame immédiatement l'annulation de cette distinction[pertinence contestée].
Il reçoit le titre de professeur honoris causa de HEC Paris en 1997[pertinence contestée].
Son livre Que peut-on faire des religions ? est récompensé en 2012 par le prix Raymond de Boyer de Sainte-Suzanne de l’Académie française.[réf. nécessaire]
Il reçoit en 2019 le grand prix de philosophie de l’Académie française pour l'ensemble de son œuvre.

## Philosophie
Il est un héritier déclaré du rationalisme des Lumières et de la tradition intellectuelle et philosophique d'Europe centrale (par exemple Bernard Bolzano, Franz Brentano, Ludwig Boltzmann, Helmholtz, Frege, le Cercle de Vienne ou Kurt Gödel). Les esprits contemporains qui lui sont proches appartiennent plutôt au monde anglo-saxon, où, de fait, beaucoup d'intellectuels d'Europe centrale se sont exilés pendant la période nazie.

Bouveresse est en outre connu pour les réserves qu'il a pu exprimer vis-à-vis d'une partie de la philosophie française des années 1960 à 1980, Michel Foucault, Jacques Derrida ou Gilles Deleuze, sous certains aspects. Il estime par exemple :
En France, on a tendance à considérer la philosophie comme un genre essentiellement littéraire, et à apprécier beaucoup, et même parfois exclusivement, chez un philosophe, les qualités d’écrivain. C’était très frappant, en tout cas, à la génération précédente, avec des gens comme Foucault, Derrida, Deleuze, Serres, etc.

Cependant « s’il a exécré le terrorisme politico-intellectuel de l’époque structuraliste, il déteste tout autant l’éclectisme mou et les grandes proclamations moralisatrices en vigueur depuis le début des années 1980 ; et s’il juge l’atmosphère d’aujourd’hui beaucoup plus respirable, il lui arrive, devant le conformisme ambiant, de regretter l’effervescence des années 1960. » Bouveresse est ainsi l'auteur de plusieurs ouvrages critiques dans lesquels il dénonce ce qu'il considère comme des impostures scientifiques et intellectuelles, à savoir par exemple, les « nouveaux philosophes » – Bernard-Henri Lévy ou Jean-Marie Benoist mais aussi du radicalisme artificiel des constructivistes radicaux comme Bruno Latour – et une partie de la presse, notamment en ce qu’elle donne de la philosophie une image selon lui mal renseignée et trompeuse, voire complètement fausse.

« Quand on songe à ce que sont devenus aujourd’hui, dans le domaine philosophique lui-même, les rapports de la création, de l’édition, de la promotion et de la critique, et à l'empressement avec lequel les journaux de gauche eux-mêmes font la politique du pire – c'est-à-dire acceptent et pratiquent (en invoquant la fatalité ou, en tout cas, l’impossibilité de faire autrement, argument qui serait considéré, dans tout autre cas, comme étant typiquement de droite) le copinage et le favoritisme les plus éhontés –, on se dit qu'il faudrait être encore plus idéaliste et téméraire que Kraus ne l'a été pour s'opposer ouvertement, comme il l'a fait, au pouvoir monstrueux de la presse. »

— Jacques Bouveresse, Essais IV
Le philosophe Jean-Matthias Fleury le qualifie d' « historien critique de la philosophie », et fait remarquer que, pour lui, « la question de la recherche de la vérité est centrale dans le travail d'analyse historique, ce qui implique une forme de rapport critique à la tradition philosophique beaucoup plus développé qu’il ne l’est habituellement dans les études hexagonales ».

### Incomplétude et philosophie
Jacques Bouveresse a réfléchi au théorème d'incomplétude de Kurt Gödel et à ses conséquences philosophiques. C'est à ce titre qu'il s'est insurgé, dans un ouvrage de vulgarisation, Prodiges et vertiges de l'analogie, contre l'usage que fait Régis Debray de ce théorème. Debray prétend en effet s'appuyer sur Gödel pour montrer qu'une société ne peut se fonder elle-même. Bouveresse y dénonce la distorsion « littéraire » d'un concept scientifique : la démonstration de Gödel ne vaut que pour des systèmes formels tels que ceux des mathématiques ou de la logique. Cette distorsion n'a, selon lui, d'autre but que d'éblouir un public n'ayant pas la formation permettant de saisir la portée de ce théorème complexe. Ce que Bouveresse reproche à Debray n'est pas l'utilisation d'un concept scientifique en tant qu'analogie, mais l'usage d'un théorème d'accès difficile (il s'agit de mathématiques avancées) comme tentative de justification absolue au moyen du sophisme classique que constitue l'argument d'autorité. L'incomplétude du système formel de certains systèmes mathématiques n'implique en rien une incomplétude de la sociologie, car la société n'est pas un système formel.

### Sur la littérature
Jacques Bouveresse s'est intéressé à la pensée de Robert Musil, l'auteur du roman L'Homme sans qualités, ainsi qu'à l'aversion mêlée de fascination que Paul Valéry éprouvait pour la philosophie.

« Le mal de prendre une hypallage pour une découverte, une métaphore pour une démonstration, un vomissement de mots pour un torrent de connaissances capitales, et soi-même pour un oracle, ce mal naît avec nous. »

— Paul Valéry, Œuvres, I, Bibliothèque de la Pléiade, citation reprise par Jacques Bouveresse

## Œuvres

### Livres
- La Parole malheureuse : De l'alchimie linguistique à la grammaire philosophique, Éditions de Minuit, 1971, 476 pages.
- Wittgenstein : la rime et la raison. Science, éthique et esthétique, Éditions de Minuit, 1973, 240 pages.
- Le Mythe de l'intériorité : Expérience, signification et langage privé chez Wittgenstein, Éditions de Minuit, 1976 ; 2de édition avec une nouvelle préface, 1987, 736 pages.
- Le Philosophe chez les autophages, Éditions de Minuit, 1984, 200 pages.
- Rationalité et cynisme, Éditions de Minuit, 1984, 232 pages.
- La Force de la règle : Wittgenstein et l'invention de la nécessité, Éditions de Minuit, 1987, 176 pages.
- Le Pays des possibles : Wittgenstein, les mathématiques et le monde réel, Éditions de Minuit, 1988, 224 pages.
- Philosophie, mythologie et pseudo-science. Wittgenstein lecteur de Freud, Éditions de l'Éclat, 196 p., 1991  (ISBN 2-905372-46-X)
- Herméneutique et linguistique, suivi de Wittgenstein et la philosophie du langage, Éditions de l'Éclat, 1991
- L'Homme probable. Robert Musil, le hasard, la moyenne et l'escargot de l'Histoire, Éditions de l'Éclat, 1993
- Wittgenstein, in Michel Meyer, La philosophie anglo-saxonne, Presses universitaires de France, 1994
- Langage, perception et réalité, Volume 1 : La Perception et le jugement, Éditions Jacqueline Chambon, 1995 (épuisé)
- Leçon inaugurale (chaire de Philosophie du langage et de la connaissance au Collège de France), Publications du Collège de France, 1995 [lire en ligne]
- La Demande philosophique. Que veut la philosophie et que peut-on vouloir d'elle ?, Éditions de l'Éclat, 1996
- Dire et ne rien dire. L'illogisme, l'impossibilité et le non-sens, Éditions Jacqueline Chambon, 1997
- Le Philosophe et le réel, entretiens avec Jean-Jacques Rosat, Hachette, 1998
- Prodiges et vertiges de l'analogie. De l'abus des belles-lettres dans la pensée, Raisons d'Agir, 1999
- Essais I. Wittgenstein, la modernité, le progrès et le déclin, Agone, 2000[28]
- Essais II. L’Époque, la mode, la morale, la satire, Agone, 2001. [lire en ligne]
- Schmock ou le Triomphe du journalisme, La grande bataille de Karl Kraus, Seuil, 2001
- La Voix de l'âme et les chemins de l'esprit - Dix études sur Robert Musil, Seuil, coll. « Liber », 2001
- Essais III. Wittgenstein ou les Sortilèges du langage, Agone, 2003. [lire en ligne]
- Bourdieu, savant et politique, Agone, 2004[29]
- Langage, perception et réalité, Volume 2, Physique, phénoménologie et grammaire, Éditions Jacqueline Chambon, 2004
- Essais IV. Pourquoi pas des philosophes ?, Agone 2004. [lire en ligne]
- Robert Musil. L'Homme probable, le hasard, la moyenne et l'escargot de l'histoire (nouvelle édition de L'Homme probable de 1993), Éditions de l'Éclat, 2005
- Essais V. Descartes, Leibniz, Kant, Agone, 2006. [lire en ligne]
- Peut-on ne pas croire ? Sur la vérité, la croyance et la foi, Agone, 2007
- Satire & prophétie : les voix de Karl Kraus, Agone, 2007
- La Connaissance de l'écrivain : sur la littérature, la vérité et la vie, Agone, 2008
- Que peut-on faire de la religion ?, Agone, 2011
- Essais VI. Les Lumières des positivistes, Agone, 2011  (ISBN 978-2-7489-0066-8)
- Dans le labyrinthe : nécessité, contingence et liberté chez Leibniz. Cours 2009 & 2010, Publications du Collège de France, 2013 [lire en ligne]
- Qu’est-ce qu’un système philosophique ? Cours 2007 & 2008, Publications du Collège de France, 2013 [lire en ligne]
- Études de philosophie du langage, Publications du Collège de France, 2013 [lire en ligne]
- À temps et à contretemps. Conférences publiques, La philosophie de la connaissance au Collège de France, 2013  [lire en ligne]
- Why I am so very unFrench, and other essays, Publications du Collège de France, 2013 [lire en ligne]
- Le danseur et sa corde, Agone, 2014  (ISBN 978-2748902105)
- De la philosophie considérée comme un sport, Agone, 2015 [lire en ligne]
- Le Troisième monde. Signification, vérité et connaissance chez Frege, Publications du Collège de France, 2015 [lire en ligne]
- L’Éthique de la croyance et la question du "poids de l’autorité", Publications du Collège de France, 2015 [lire en ligne]
- Une épistémologie réaliste est-elle possible ? Réflexions sur le réalisme structurel de Poincaré, Publications du Collège de France, 2015. [lire en ligne]
- Ernest Renan, la science, la métaphysique, la religion et la question de leur avenir, Publications du Collège de France, 2015 [lire en ligne]
- Nietzsche contre Foucault : Sur la vérité, la connaissance et le pouvoir, Agone, 2016
- Percevoir la musique. Helmholtz et la théorie physiologique de la musique, Éditions L'improviste, Collection « Les Aéronautes de l'esprit », 2016
- Le Mythe moderne du progrès, Agone, 2017
- Le Parler de la musique, I. La musique, le langage, la culture et l’Histoire, L’Improviste, 2017
- L’Histoire de la philosophie, l’histoire des sciences, et la philosophie de l’histoire de la philosophie, Publications du Collège de France, 2017   [lire en ligne]
- Les Premiers jours de l’inhumanité. Karl Kraus et la guerre, Hors d’atteinte, 2019
- Le Parler de la musique, II. La Musique chez les Wittgenstein, L’Improviste, 2019
- Le Parler de la musique, III. Entre Brahms et Wagner : Nietzsche, Wittgenstein, la philosophie et la musique, L’Improviste, 2020
- Les foudres de Nietzsche: Et l'aveuglement des disciples, Hors-d'atteinte, 212 p., 2021
- Les vagues du langage : le « paradoxe de Wittgenstein » ou comment peut-on suivre une règle ?, Seuil, 2022

### Livres en codirection
- (avec Herman Parret) Meaning and Understanding, De Gruyter, 1981.
- (avec Sandra Laugier et Jean-Jacques Rosat) Wittgenstein, dernières pensées, Agone, 2002.
- (avec Jean-Jacques Rosat) Philosophies de la perception. Phénoménologie, grammaire et sciences cognitives, Odile Jacob, 2003.
- (avec Delphine Chapuis-Schmitz et Jean-Jacques Rosat) L’Empirisme logique à la limite. Schlick, le langage et l’expérience, CNRS-éditions, 2006.
- (avec Pierre Wagner) Mathématiques et expérience : 1919-1938. L'application et l'interprétation des mathématiques dans la philosophie de l'empirisme logique de l'entre-deux guerres, Odile Jacob, 2008.

### Conférences
- Jacques Bouveresse, « Qu’appellent-ils penser ? Quelques remarques à propos de l’affaire Sokal et de ses suites », 17 juin 1998 à l'université de genève
- Jacques Bouveresse, « Sur le sens du mot "platonisme" dans l'expression "platonisme mathématique" », 19 novembre 1998 à l'université de genève
- [MP3] Jacques Bouveresse, « Colloque Ludwig Boltzmann : Mathématiques, physique et philosophie », 22 novembre 2006

### Entretiens
- Les journalistes doivent résister à la soumission, Mediapart, mars 2008
- Bouveresse, logique et politique, L'Humanité, janvier 2004.
- Sur le thème "Que peut-on faire de la religion?"
- L'Express, 2008
- « Pour une rationalité écologique. Jacques Bouveresse: entretien avec Jean-Matthias Fleury & Jean-Jacques Rosat », in revue Agone, n°61 "Démythifier la raison", 2017, pp. 53-84.